# Coscinia ibicenca
Coscinia ibicenca là một loài bướm đêm thuộc phân họ Arctiinae, họ Erebidae.